# Mille (pigenavn)
 For alternative betydninger, se Mille. (Se også artikler, som begynder med Mille)
Mille er et pigenavn, der stammer fra Emilie, en feminin udgave af Emil. Drengenavnet Emil stammer fra det romerske familienavn Aemilius", der er afledt af det latinske ord for "venlig". Den 1. januar 2009 var der ifølge Danmarks Statistik 3544 personer i Danmark med navnet Mille.

## Kendte personer med navnet
- Mille Dinesen (født 1974), dansk skuespiller.
- Mille Gori (født 1989), dansk entertainer, blandt andet kendt for at spille Motor Mille
- Mille Hoffmeyer Lehfeldt (født 1979), dansk skuespiller.

## Navnet anvendt i fiktion
- Mille er en dansk tv-serie fra 2009.
- Mille, Marie og mig er en dansk film fra 1937 instrueret af Emanuel Gregers
- Motor Mille dansk figur på DR Ramasjang spillet af Mille Gori

## Fodnoter
1. ↑  Danmark Statistik, Navne